# Hopea nutans
Hopea nutans är en tvåhjärtbladig växtart som beskrevs av Ridley. Hopea nutans ingår i släktet Hopea och familjen Dipterocarpaceae. Inga underarter finns listade i Catalogue of Life.